# When You're Through Thinking, Say Yes
When You're Through Thinking, Say Yes (Cuando termines de pensar, di que sí), es el séptimo álbum de estudio de la banda estadounidense Yellowcard. El álbum marca el "regreso" de Yellowcard tras su 'Hiatus' desde el 2009. Este es el primer álbum que se lanzó bajo la discográfica Hopeless y no cuenta con la participación del bajista Peter Mosely. De este se han extraído tres sencillos; For You, and Your Denial, Hang You Up y Sing For Me. El nombre del álbum proviene de un mensaje de texto que Ryan Key le envió a una chica. El álbum salió a la venta el 22 de marzo de 2011. El 24 de octubre se publicó una versión en acústico del álbum, que contiene los diez temas principales y cuenta con la colaboración de Cassadee Pope para Hang You Up.

## Lista de canciones
Todas las canciones escritas por Ryan Key y toda la música compuesta por Yellowcard.

| N.º | Título                         | Duración |  |
| 1.  | «The Sound of You and Me»      | 4:36     |  |
| 2.  | «For You, and Your Denial»     | 3:33     |  |
| 3.  | «With You Around»              | 3:01     |  |
| 4.  | «Hang You Up» (Demo de Big If) | 4:02     |  |
| 5.  | «Life of Leaving Home»         | 3:24     |  |
| 6.  | «Hide» (Demo de Big If)        | 3:12     |  |
| 7.  | «Soundtrack»                   | 3:35     |  |
| 8.  | «Sing for Me»                  | 3:54     |  |
| 9.  | «See Me Smilling»              | 3:50     |  |
| 10. | «Be the Young»                 | 3:56     |  |

Bonus Track

| N.º | Título                              | Duración |  |
| 11. | «Sing For Me (acústico)» (iTunes)   | 3:48     |  |
| 12. | «Promises» (iTunes con reservación) | 3:40     |  |

## Créditos
- Ryan Key - voz, guitarra
- Sean Mackin - violín, coros
- Ryan Méndez - guitarra, coros
- Sean O'Donnell - bajo, coros
- Longineu W. Parsons III - batería, percusión
- Rodney Wirtz - viola
- Christin Choi - chelo
- Brian Manley - diseño, fotografía
- Neal Avron - productor
- Erich Talaba - ingeniero, pro tools
- Morgan Stratton - asistente de ingeniero
- Mike Fasano - técnico en batería
- Brian Abell - técnico en guitarra
- Ted Jensen - masterización
- Nicolas Fournier - asistente en mezcla

- Datos: Q795694